# Richard Oschanitzky
Richard Waldemar Oschanitzky (n. 24 februarie 1939, Timișoara – d. 5 aprilie 1979, București) a fost un compozitor, aranjor, pianist și dirijor român, de etnie germană, unul dintre cei mai cunoscuți muzicieni de jazz ai României.
Fratele dirijorului și compozitorului Petru Oschanitzky.

## Biografie
Oschanitzky s-a născut în 1939 la Timișoara ca fiu al compozitorului și dirijorului Richard Karl Oschanitzky (17 decembrie 1901 Sibiu - 26 iunie 1971 Biled), care în acel an a fost numit dirijorul Orchestrei Simfonice Germane din Timișoara.
Richard Oschanitzky junior fost studentul clasei de compoziție condusă de Mihail Jora la Conservatorul din București (1955-1959). S-a afirmat începând din 1959 în domeniul jazz-ului, impresionând muzicienii și publicul prin talentul, ingeniozitatea improvizațiilor și tehnica pianistică desăvârșită.
Sute de aranjamente și orchestrații pentru casa de discuri "Electrecord", Radio-televiziune, pentru spectacole de teatru, muzică originală compusă pentru filme de animație și filme artistice (multe reintrate de câțiva ani în circuitul difuzării la posturi TV românești), sute de recitaluri și concerte de jazz în România, Germania, etc., piese de jazz în stiluri diferite (de la bop, cool, la free-jazz) reprezintă o activitate uimitor de diversă, densă și valoroasă, concentrată pe durata a numai doua decenii (1959~1979). Suma creativității lui Richard Oschanitzky poate fi descoperită în muzica de film și în opus-urile de jazz cameral si jazz simfonic.
A fost considerat unul dintre cei mai valoroși compozitori români de muzică de film. A început ca autor de partituri pentru producțiile documentare și de animație realizate la „Sahia Film” și la „Animafilm”. În 1966 a pășit în universul filmului artistic, odată cu Ștefan Iordache și Margareta Pâslaru, protagoniștii unui „Film cu o fată fermecătoare”.
A colaborat cu regizori de renume: Malvina Ursianu, Șerban Creangă, Sergiu Nicolaescu, Gheorghe Vitanidis. În anii '70 a orchestrat compozițiile lui Ciprian Porumbescu pentru pelicula cu același titlu, a compus muzica originală pentru Cu mâinile curate.
A scris partitura pentru muzicalul „Nu sunt Turnul Eiffel” de Ecaterina Oproiu, pentru „Comedia Gamelor” de Andrei Brădeanu – ambele premiate la concursuri internaționale. A colaborat în 1968 la Teatrul Bulandra cu maestrul Liviu Ciulei la Opera de trei parale de Bertolt Brecht, cu Margareta Pâslaru și Toma Caragiu în distribuție.
Anii petrecuți ca interpret, aranjor, orchestrator și compozitor în genurile menționate au favorizat apariția capodoperei sale: Dublul concert pentru pian, saxofon tenor, orchestră simfonică și bigband 1971. Este una dintre puținele reușite la nivel mondial în genul de fuziune jazz simfonic. Valoarea creațiilor lui Richard Oschanitzky este una de nivel mondial.
"Nu trebuie să facem nici o diferență între muzica clasică, muzica ușoară, muzica populară sau jazz. Orice muzică poate fi bună, sau proastă - și atât" (Richard Oschanitzky)
În aceste câteva cuvinte a fost exprimată o concepție clară, lipsită de prejudecați, ce-și păstrează netulburată modernitatea. Cuvintele acestea simple, precise, au fost rostite de Richard Oschanitzky, unul dintre puținii muzicieni din lume care au cultivat în egala măsură genuri diverse, aparent antagoniste; simfonic, vocal-simfonic, cameral, genul asa-zis “ușor”, jazz.

### In memoriam
În onoarea sa, singura facultate de jazz și pop din România, din cadrul Universității TIBISCUS din Timișoara, poartă numele "Richard Oschanitzky".
Începând cu 1999, are loc anual la Iași un festival internațional de jazz care îi poartă numele.
La București a locuit multă vreme pe strada Popa Nan la numărul 30, unde se retrăgea (adeseori noaptea târziu) după întâlniri ale amicilor din boema culturală .
În 17 octombrie 2024 a fost realizat în cadrul Festivalului Muzicii Românești concertul "Richard Oschanitzky - '85", prefațat de prof. univ. dr. Alex Vasiliu, în care au fost prezentate aranjamente și lucrări ale lui Richard Oschanitzky de către Romeo Cozma Group și Alex Huțanu Septet with Strings.

## Discografie
Seria Jazz 3: Orchestra Richard Oschanitzky - Bossanova (Electrecord - EDD 1123, 1960)
- 1. Voce e eu
- 2. Lamento
- 3. Lîngă tine
- 4. Corcovado
- 5. Noi doi
- 6. Amor em paz
- 7. O Barquinho
- 8. Un vis

Orchestra Richard Oschanitzky:
Richard Oschanitzky - piano, organ; Alexandru Imre - sax alto; Dan Mândrilă - sax tenor; Titus Muntean - flute
Jazz Restitutio 2 - Richard Oschanitzky (Electrecord - ST-EDE 04214, 1992)
- Double Concerto / Dublu concert (suite)
- 1. Part I / Partea I: Allegro
- 2. Part II / Partea a-II-a: Adagio ma non troppo
- 3. Part III / Partea a-III-a: Allegro
- 4. Neurasia

(1 - 3) - Marea Orchestră din Leipzig dirijată de Adolf Fritz Guhl; Soliști: Richard Oschanitzky - pian; Dan Mândrilă - saxofon tenor. Înregistrare de la Radiodifuziunea din Leipzig, în iarna anului 1969.
(4) - Richard Oschanitzky - pian, conductor; Dan Mândrilă - saxofon tenor; Ștefan Berindei - saxofon; Johnny Răducanu - bas; Wolfgang Güttler - bas; Eugen Gondi - tobe. Înregistrare de la Radiodifuziunea Română, în luna noiembrie a anului 1970. Maestru de sunet: Valeriu Popescu
Memorial Richard Oschanitzky Vol.I (7 Dreams Records – 7D-AAD-103, 2006)
2 × CD, Compilation:
- 1.1		Gavota From D Minor Suite -Composed By Bach 5:26
- 1.2		B.A.C.H.	4:04
- 1.3		Rustic	6:37
- 1.4		Dance	3:52
- 1.5		The Quarrel	4:54
- 1.6		Blue Brasil	9:56
- 1.7		Sprain	9:51
- 1.8		The Procession	10:53
- 1.9		Don't Be Sad	10:01
- 1.10		Neurasia	9:29
- 2.1		Barlovento Suite Part I	8:36
- 2.2		Madrigal	8:38
- 2.3		A Dream	4:05
- 2.4		The Eyes (In Memoriam Tuculescu)	9:53
- 2.5		Toccata For Piano And Jazz Septet	5:39
- 2.6		Variationen '71	14:26

Double Concerto For Piano, Tenor Sax, Symphonic Orchestra And Big Band
- 2.7		Part I: Allegro	9:58
- 2.8		Part II: Adagio Ma Non Troppo	6:58
- 2.9		Part III: Allegro 10:24

Interpreți: Richard Oschanitzky - pian, Ștefan Berindei - saxofon alto & tenor, Dan Mândrilă - saxofon tenor, Wolfgang Güttler - bass, Johnny Răducanu - bass, Eugen Gondi - baterie, ș.a.
Înregistrări în studioul radio în perioada 1966-1971.

## Muzică de film
- Un film cu o fată fermecătoare (1967)
- Gioconda fără surîs (1968)
- Vin cicliștii (1968)
- Căldura (1969)
- Asteptarea (1970)
- Serata (1971)
- Cu mîinile curate (1972)
- Adio dragă Nela (1972)
- Ciprian Porumbescu (1973)
- Proprietarii (1973)
- Ultimul cartuș (1973)
- Parașutiștii (1973)
- 100 de lei (1973) – versiunea cenzurată
- Un comisar acuză (1974)
- Cantemir (1975)
- Mușchetarul român (1975)
- Zile fierbinți (1975) - împreună cu Radu Goldiș
- Casa de la miezul nopții (1976)
- Instanța amînă pronunțarea (1976)
- Clipa (1979)
- Efemere (film documentar)
- Comedia gamelor
- Eu nu sunt turnul Eiffel (muzical)
- Opera de trei parale (teatru)